# Out of Nowhere (chanson de Johnny Green)
 (juillet 2024).
La mise en forme du texte ne suit pas les recommandations de Wikipédia : il faut le « wikifier ».
Les points d'amélioration suivants sont les cas les plus fréquents. Le détail des points à revoir est peut-être précisé sur la page de discussion.
- Les titres sont pré-formatés par le logiciel. Ils ne sont ni en capitales, ni en gras.
- Le texte ne doit pas être écrit en capitales (les noms de famille non plus), ni en gras, ni en italique, ni en « petit »…
- Le gras n'est utilisé que pour surligner le titre de l'article dans l'introduction, une seule fois.
- L'italique est rarement utilisé : mots en langue étrangère, titres d'œuvres, noms de bateaux, etc.
- Les citations ne sont pas en italique mais en corps de texte normal. Elles sont entourées par des guillemets français : « et ».
- Les listes à puces sont à éviter, des paragraphes rédigés étant largement préférés. Les tableaux sont à réserver à la présentation de données structurées (résultats, etc.).
- Les appels de note de bas de page (petits chiffres en exposant, introduits par l'outil «  Source ») sont à placer entre la fin de phrase et le point final[comme ça].
- Les liens internes (vers d'autres articles de Wikipédia) sont à choisir avec parcimonie. Créez des liens vers des articles approfondissant le sujet. Les termes génériques sans rapport avec le sujet sont à éviter, ainsi que les répétitions de liens vers un même terme.
- Les liens externes sont à placer uniquement dans une section « Liens externes », à la fin de l'article. Ces liens sont à choisir avec parcimonie suivant les règles définies. Si un lien sert de source à l'article, son insertion dans le texte est à faire par les notes de bas de page.
- La présentation des références doit suivre les conventions bibliographiques. Il est recommandé d'utiliser les modèles {{Ouvrage}}, {{Chapitre}}, {{Article}}, {{Lien web}} et/ou {{Bibliographie}}. Le mode d'édition visuel peut mettre en forme automatiquement les références.
- Insérer une infobox (cadre d'informations à droite) n'est pas obligatoire pour parachever la mise en page.

Pour une aide détaillée, merci de consulter Aide:Wikification.
Si vous pensez que ces points ont été résolus, vous pouvez retirer ce bandeau et améliorer la mise en forme d'un autre article.
Out of Nowhere est une chanson populaire composé par Johnny Green (1931) avec des paroles d'Edward Heyman. Il est devenu un standard du jazz, avec des dizaines de versions instrumentales et vocales de divers artistes.
Green dédicaça la chanson à sa première femme Carol qui le persuada d'abandonner sa carrière dans la finance pour la musique.

## Un succès immédiat
Succès immédiat dès l'année de sa création, Out of Nowhere sera enregistré par un grand nombre d'artistes de premier plan de l'époque, dont Leo Reisman and His Orchestra (chanté par Frank Munn) , Ruth Etting , Roy Fox (chanté par Al Bowlly)  et Smith Ballew ; ce dernier en fit le premier enregistrement discographique (12 mars 1931, label Columbia) ,,.
Cette même année, Bing Crosby, alors au sommet de son art et de sa popularité, hissera la chanson en haut des charts ; cette version constituera son premier enregistrement sous le label Brunswick Records (30 mars 1931) et deviendra son premier succès un en tant qu'artiste solo . Toujours en 1931, il l'interprètera aussi dans 3 films : Dude Ranch, Confessions of a Co-Ed et dans I Surrender Dear. Il l'enregistra à nouveau en 1954 pour son album Bing : A Musical Autobiography.
Il est devenu un standard du jazz, avec des dizaines de versions instrumentales et vocales de divers artistes.

## Thème
Out of Nowhere a été publié un an et demi après le début de la Grande Dépression, à un moment où la population réalisait qu'elle ne se dissiperait pas de sitôt. La chanson, en évoquant la possibilité d'un avenir incertain, radieux ou désespéré, et de l'imprévisibilité de l'amour, fait sans doute écho à l'esprit du temps ; l'amour peut survenir "out of nowhere", sans prévenir, mais peut tout aussi disparaître mystérieusement dans le néant.

## Autres enregistrements
- Ray Anthony - Ray Anthony joue pour Dream Dancing (1956) [10]
- Chet Baker – Chet rare
- Dave Brubeck avec Paul Desmond – Jazz Goes to College (1954) [11]
- Don Byas - enregistré sous le titre "You Came Along" le 27 juin 1945 pour le Jamboree [12]
- Vic Damone – Ce sentiment imposant (1956) [13] et Closer Than a Kiss (1959)[14].
- Ella Fitzgerald - enregistrée le 29 juin 1939 en single pour Decca [15],[11]
- Russell Garcia – The Johnny Evergreens (1958)[16], avec John Williams au piano et Don Fagerquist à la trompette
- Stephan Grappelli avec Django Reinhardt (1939) [17]
- Coleman Hawkins avec Benny Carter et Django Reinhardt (1937) [8],[11]
- Lena Horne avec Teddy Wilson et son orchestre - enregistré le 15 septembre 1941 pour Columbia [18],[11]
- Frank Ifield - sorti le 31 mars 1967 Columbia Records Disque 45 tours
- Bunk Johnson – Dernier Testament (1947) [19]
- Patti Page – Au pays de la Hi-Fi (1956) [20]
- Charlie Parker avec Miles Davis (1947) [11]
- Anthony Perkins – Par un après-midi pluvieux (1958) (RCA)
- Frank Sinatra avec le Tommy Dorsey Orchestra – enregistré le 30 juillet 1942 [21]
- Art Tatum – (1947) [11]

## Démarcations
La progression harmonique de la chanson a été utilisée dans plusieurs chansons ultérieures, telles que Theme from Star Trek d'Alexander Courage, Casbah de Tadd Dameron, Nostalgia de Fats Navarro, Sans Souci de Gigi Gryce, et 317 East 32nd Street de Lennie Tristano.

## Apparitions au cinéma
- 1931 Dude Ranch [8],[11]
- 1931 Confessions of a Co-Ed – chanté par Bing Crosby [11]
- 1931 I Surrender Dear – chanté par Bing Crosby
- 1945 You Came Along – chanté par Helen Forrest [11]
- 1951 Une place au soleil - arr. par Franz Waxman
- 1954 Sabrina – instrumentale
- 1957 The Joker Is Wild – chanté par Frank Sinatra, paroles parodiques de Harry Harris [8]
- 1959 La course des rats
- 1969 Ils tirent sur les chevaux, n'est-ce pas ? [8]
- 1974 La conversation
- 1987 septembre – Bert Ambrose et son orchestre [8]
- 1993 Manhattan Murder Mystery – Coleman Hawkins et son All-Star Jam Band [8]
- 1997 Déconstruire Harry – Django Reinhardt [8]
- 1999 Doux et bas – Dick Hyman